# Stadion Gelora Sriwijaya
Stadion Gelora Sriwijaya (Stadion Jakabaring) – wielofunkcyjny stadion w Palembangu, w Indonezji. Jego pojemność wynosi 40 000 widzów, trybuny są częściowo zadaszone. Powstał w latach 2001–2004. Swoje mecze rozgrywa na nim drużyna Sriwijaya FC. Na stadionie odbyły się m.in. zawody w ramach 16. igrzysk narodowych oraz Pucharu Azji 2007. Obiekt był również główną areną Igrzysk Azji Południowo-Wschodniej 2011.